# Bisso Na Bisso
Bisso Na Bisso est un collectif de hip-hop franco-congolais, formé en 1997. Bísó na bísó signifie « entre nous » en lingala.
Sur leurs deux albums, le groupe collabore avec des grands musiciens et chanteurs africains de la République démocratique du Congo, puis du Sénégal et de Côte d’Ivoire, ou antillais (France et Cuba) : Monique Séka, Ismaël Lo, Lokua Kanza, Papa Wemba, Koffi Olomidé, Tanya Saint Val, Jacob Desvarieux de Kassav', Manu Dibango, Meiway, Roldán González Rivero du groupe Orishas, et Khaled.

## Biographie
Passi décide de fonder un groupe en 1997. Il s'entoure alors de sa cousine M'Passi, du groupe Melgroove, Gaëlino M'Bani (Lino), Calboni M'Bani (Calbo) d’Ärsenik, Fabien Loubayi (Ben-J) des Neg' Marrons, Gyslain Loussingui (Mystik), Frédéric Mahoukou (G-Kill) des 2 Bal, et Landry Mahoukou (D.O.C. TMC) des 2 Bal, jusqu'à son incarcération en 1999, et fonde Bisso Na Bisso. Le groupe est révélé au public en 1998 avec la publication d'un premier single, Bisso Na Bisso (top 4 des classements), qui est une réussite commerciale,.
Bisso Na Bisso publie ensuite son premier album, Racines..., le 23 février 1999. L'album atteint la 5e place des classements musicaux français, compte entre 180 000 et 200 000 exemplaires,. La même année, Bisso Na Bisso s’illustre au Zénith pour un concert dans une bonne ambiance. En 1999 toujours, le groupe remporte les prix du « meilleur groupe africain » et du « meilleur clip » pour le single éponyme aux African Kora Music Awards d’Afrique du Sud,.
En 2001, le groupe participe à la compilation Rap sans visa. En 2007, Passi annonce un nouvel opus en préparation pour fêter les 10 ans du collectif. L'organisation pour réunir les huit artistes met le temps. En 2009, Bisso Na Bisso revient avec le tube Show ce soir,. La même année, il publie un nouvel album intitulé Africa. Un second clip, cette fois de la chanson Là-bas, est publié.

## Membres
- D.O.C. TMC - (Landry Mahoukou) des 2 Bal (membre du collectif Ménage à 3 et ex-2Bal) jusqu'à son incarcération en 1999 (condamné jusqu'en 2014, il est sorti en janvier 2006)
- G-Kill (Frédéric Mahoukou) des 2 Bal (membre du collectif Ménage à 3 et ex-2Bal)
- Lino (Gaëlino  M'Bani), d’Ärsenik
- Calbo (Calboni M'Bani), d’Ärsenik
- Ben-J (Fabien Loubayi), des Neg' Marrons
- Mystik (Gyslain Loussingui)
- M'Passi, de Melgroove (cousine de Passi)
- Passi (Balende)

## Discographie
- 1999 : Racines...

1. Intro (Ata Ozali - Extrait) - (0:49)
2. L'union - feat. Tonton Ben (5:04)
3. Dans la peau d'un chef (3:40)
4. Après la guerre - feat. Ismaël Lo (4:18)
5. Bisso Na Bisso (4:08)
6. Africa by night (4:42)
7. Tata Nzambe (5:08)
8. Amiyo - feat. Monique Seka (4:32)
9. Liberté - feat. Ismaël Lo, Koffi Olomidé, Lokua Kanza, Monique Seka, Papa Wemba & Tanya St. Val (6:25)
10. Bisso Fri - feat. 3615 Niaou (4:04)
11. L'anmou Pa Mechan - feat.  Jacob Desvarieux & Tanya St Val (5:09)
12. 2e Bureau - feat. 3615 Niaou (5:06)
13. Légendes Africaines (3:47)
14. Bossa Na Bisso - feat. G Rivero Roldan (4:40)
15. Le Cul Entre 2 Chaises (4:58)
16. C.O.N.G.O - Bonus (5:55)

- 1999 : Live 15 mai 99

1. Entrée (0:54)
2. Dans la Peau d'un Chef (3:10)
3. 2e Bureau (Avec Supplément) (10:32)
4. Amiyo (5:30)
5. C.O.N.G.O. (5:46)
6. Africa by Night (réchauffé) (10:29)
7. Après la Guerre (4:32)
8. Bossa Na Bisso (4:33)
9. Bossa (pimentée) (3:54)
10. Chauffé (3:26)
11. Tata Nzambé (5:41)
12. Cul Entre 2 Chaises (4:22)
13. Liberté (6:30)
14. Bisso Na Bisso Live (Dessert)

- 2009 : Africa

1. Intro Africa (1:32)
2. Show ce soir (3:14)
3. Electrochoc - feat. Espoir 2000 (3:35)
4. Chéri pa douté - feat. Jocelyne Labylle (3:40)
5. Racines (3:40)
6. Champions (3:28)
7. Pas de différence - feat. Christophe Maé (3:32)
8. Là bas (3:36)
9. Tonton (4:32)
10. Même combat - feat. Sizzla (4:38)
11. Endetté - feat. Manu Dibango (4:05)
12. Bon voyage (4:55)
13. Avec le sourire - feat. Khaled (3:46)
14. We Are Africa (Bonus Track) - feat. Angélique Kidjo, Jerome Prister, Cheba Fadela, Meiway, Les Nubians, Mayra Andrade, Cheb Houcine, Papa Wemba, Ishmael, Ismael Lo, Jacob Desvarieux, Cheb Akil, Queen Eteme, Billy Dikossa's, Lola, Bengani Fassie, Guy Waku (5:14)

## Clips
- 1999 : Bisso na Bisso
- 1999 : Dans la peau d'un chef
- 1999 : Tata n'zambé
- 2009 : Show ce soir (réalisé par J.G Biggs)
- 2009 : Là bas